# Li Xiaoxia
Li Xiaoxia (李曉霞, Anshan, 16 januari 1988) is een Chinees professioneel tafeltennisster. Ze won goud op de Olympische Zomerspelen 2012 in Londen en werd in 2013 wereldkampioen enkelspel. Li Xiaoxia won in 2007 al zowel het enkel- als dubbelspel (samen met haar landgenote Guo Yue) van de ITTF Pro Tour Grand Finals en schreef in 2008 de World Cup op haar naam. De Chinese werd samen met Guo Yue op zowel het WK 2009 als 2011 wereldkampioen dubbelspel. Li Xiaoxia bereikte in zowel 2007 als 2011 ook de enkelspelfinale van het WK, maar verloor deze allebei (eerst van Guo Yue, vervolgens van Ding Ning).
Xiaoxia stond in november 2008 voor het eerst (een maand) eerste op de ITTF-wereldranglijst. In februari 2011 lukte dit haar opnieuw.

## Sportieve loopbaan

### Wereldkampioenschappen
Xiaoxia zette zich tijdens het jeugd-WK van 2003 definitief op de kaart als een van de grootste beloftes van haar land. Hoewel ze in het enkelspel sneuvelde in de halve finale, werd ze wereldkampioen in zowel het dubbel-, gemengd dubbel- als het landentoernooi, met de Chinese ploeg.
In het internationale seniorencircuit verscheen de naam Xiaoxia in 2006 in de boeken. Als lid van de Chinese damesploeg won ze het WK voor landenteams. Tevens bereikte ze de finale van de ITTF Pro Tour Grand Finals in het enkelspel, die ze wel nog verloor van haar landgenote Zhang Yining.
Een jaar later behaalde de Chinese de finales van zowel het enkel- als dubbelspeltoernooi op de wereldkampioenschappen tafeltennis in Zagreb. Guo Yue versloeg Xiaoxia daar in de individuele eindstrijd, terwijl ze samen met Yue het duo Wang Nan/Zhang Yining niet van haar derde opeenvolgende wereldtitel dubbelspel kon houden. Toch sloot de Chinese 2007 af met drie nieuwe grote titels op zak, want met het nationale team won ze de WTC-World Team Cup en op de ITTF Pro Tour Grand Finals schreef ze het enkel- én dubbelspeltoernooi op haar naam. In 2008 vulde Xiaoxia vervolgens haar prijzenkast aan met de individuele World Cup, nadat ze in de finale Tie Yana versloeg.
Op de wereldkampioenschappen 2009 kwam Xiaoxia tot de halve finale, waarin opnieuw Guo Yue (4-1) een eind maakte aan haar race naar de wereldtitel. Niettemin werd ze samen met diezelfde Guo Yue dat jaar wel wereldkampioene in het dubbelspel.
Xiaoxia kwam Guo Yue opnieuw tegen in de halve finale van het WK 2011 en sloeg haar deze keer met 4-0 van tafel. Ditmaal hield haar jongere landgenote Ding Ning haar in de finale alsnog van de titel. Na een 0-3-achterstand, leek Xiaoxia de partij te keren. Ze pakte de volgende twee games en kwam met 7-2 voor in de zesde. Ding Ning won vervolgens niettemin negen punten op rij en daarmee de wereldtitel. Li Xiaxiao versloeg een dag later Ding Ning (en Guo Yan) wel toen ze samen met Guo Yue de wereldtitel voor damesdubbels wist te verlengen. Die finale eindigde in 4-0.

### Pro Tour
Xiaoxia debuteerde in 2002 op de ITTF Pro Tour, waarbij ze zilver won op alle vijf de dubbelspeltoernooien waarin ze verscheen. Haar eerste overwinningen op de Pro Tour volgden in 2004, toen ze zowel op het China Open als het Oostenrijk Open de dubbelspeltitel won. Het China Open 2005 in Shenzhen betekende Xiaoxias eerste enkelspeloverwinning op de Pro Tour.

## Erelijst
Belangrijkste resultaten:
- enkelspel Olympische Zomerspelen 2012
- Wereldkampioene dubbelspel WK 2009 en 2011 (beide met Guo Yue)
- Wereldkampioen voor landenploegen 2006, 2008 en 2012(met China)
- Verliezend finaliste enkelspel WK 2007 en 2011, brons op het WK 2009
- Verliezend finaliste dubbelspel WK 2007 (met Guo Yue)
- Winnaar World Cup 2008
- Winnaar WTC-World Team Cup 2007 (met China)
- Winnaar Aziatische Spelen dubbelspel 2006 (met Guo Yue)
- Winnaar Aziatische Spelen landenploegen 2006 (met China)
- Winnaar Aziatisch kampioenschap dubbelspel 2007 (met Guo Yue)
- Winnaar Aziatisch kampioenschap landenploegen 2003 en 2007 (met China)

ITTF Pro Tour:
Enkelspel:
- Winnaar ITTF Pro Tour Grand Finals enkelspel 2007
- Winnaar China Open 2005 en 2008
- Winnaar Qatar Open 2007
- Winnaar Duitsland Open 2007
- Winnaar Zweden Open 2007
- Winnaar Singapore Open 2008
- Verliezend finaliste Women's World Cup 2011

Dubbelspel:
- Winnaar ITTF Pro Tour Grand Finals dubbelspel 2007 en 2011 (allebei met Guo Yue), 2013 (met Ding Ning)
- Winnaar China Open 2004 (met Cao Zhen), 2007 (met Guo Yue)
- Winnaar Oostenrijk Open 2004 (met Cao Zhen)
- Winnaar Slovenië Open 2006 (met Guo Yue)
- Winnaar Kroatië Open 2007 (met Chen Qing)
- Winnaar Qatar Open 2007 (met Wang Nan)
- Winnaar Koeweit Open 2007 (met Zhang Yining)
- Winnaar Japan Open 2007 (met Guo Yue)
- Winnaar Duitsland Open 2007 (met Guo Yue)

1988: Chen Jing ·
1992: Deng Yaping ·
1996: Deng Yaping ·
2000: Wang Nan ·
2004: Zhang Yining ·
2008: Zhang Yining ·
2012: Li Xiaoxia ·
2016: Ding Ning ·
2020: Chen Meng ·
2024: Chen Meng
2008: Guo Yue, Wang Nan, Zhang Yining ·
2012: Ding Ning, Guo Yue, Li Xiaoxia ·
2016: Ding Ning, Li Xiaoxia, Liu Shiwen ·
2020: Chen Meng, Sun Yingsha, Wang Manyu ·
2024: Chen Meng, Sun Yingsha, Wang Manyu